# 托列特鎮區 (阿肯色州霍華德縣)
托列特鎮區（英語：Tollette Township）是位於美國阿肯色州霍華德縣的一個行政鎮區。

## 地方資料
托列特鎮區的面積為2.46平方千米，當中陸地面積為2.46平方千米，而水域面積為0.00平方千米。根據2010年美國人口普查的數據，當地共有人口240人，而人口密度為每平方千米97.56人。